# إشارات المرور في جنوب إفريقيا
إشارات المرور في جنوب أفريقيا، تعتمد على اتفاقية فيينا بشأن لافتات وإشارات الطرق من حيث الشكل والوظيفة، ولكن هناك أيضا بعض الإشارات المحلية الخاصة بجنوب أفريقيا.

## علامات التحكم

## علامات الحظر

## علامات شاملة

## علامات إلغاء التقييد

### علامات التحذير
تُستخدم علامات التحذير لتنبيه السائقين إلى المواقف الخطرة على الطريق أو على حافته وحدوده.
تشير هذه العلامات إلى الحاجة إلى عناية وانتباه أكثر من قبل مستخدمي الطريق، وقد تتطلب تخفيضا في السرعة أو إجراءات أخرى لضمان سلامة أنفسهم وسلامة مستخدمي الطريق الآخرين من المشاة والراجلين أو الراكبين أو من الحيوانات والبيئة كحماية الغابة والتشجير والحقول والمحميات البيئية.

إشارات تحذير

## إشارات المعلومات